# Bedia Muvahhit
Emine Bedia Muvahhit (Kadıköy, 1896–Estambul, 20 de enero de 1994) fue una actriz de cine y teatro turca. Es considerada una de las primeras actrices de cine musulmanas en Turquía al debutar en 1923.

## Trayectoria
Nació en 1896, en el Imperio Otomano, siendo hija de Ahmet Şekip Bey, un fiscal de profesión, y su esposa Emine. Comenzó su educación primaria en la Escuela Saint Antoine en Büyükada y continuó en la Escuela Kadıköy Terakki en su educación secundaria. Al termminar esta, estudió en el Liceo de lengua francesa Notre Dame de Sion de Estambul. Hablaba francés y griego como lenguas no maternas.
Muvahhit fue contratada en 1914 como operadora de centralita en la compañía telefónica estatal de Estambul, convirtiéndose en una de las primeras mujeres musulmanas del Imperio Otomano en trabajar en el sector público. A raíz de una campaña de una revista recién creada y de una asociación para la defensa de los derechos de las mujeres, la administración postal decidió sustituir a las telefonistas, que en los comienzos eran  pertenecientes a minorías cristianas o judías, por musulmanas.
En 1921 comenzó a trabajar como profesora de lengua francesa en el instituto femenino de Erenköy.Durante este tiempo, conoció al actor de teatro Ahmet Muvahhit, al que pidió un autógrafo tras una obra de teatro. La pareja se casó en 1923. De este matrimonio nació Şuayip Sina Arbel (1922-1991). En 1923, Bedia Muvahhit dejó su puesto de profesora y se dedicó a la carrera de actriz. Tuvo un gran éxito en películas y en teatro. Su esposo murió en 1927.
Se volvió a casar en 1933 con Friedrich von Statzer (1906-1974), más tarde conocido como Ferdi Statzer, un músico austríaco que había llegado en 1932 a Turquía y enseñaba piano clásico en el Conservatorio Municipal de Estambul. Trabajaba también como compositor y pianista clásico en el Teatro Municipal de Estambul, donde actuaba en el escenario. Se divorciaron en 1951. Adoptó el apellido de su primer matrimonio para usarlo como su nombre artístico.
En 1917, hizo su entrada en la industria cinematográfica otomana con un papel menor en la película Pençe. En 1923, poco después de su matrimonio con el actor Ahmet Muvahhit, el director de cine Muhsin Ertuğrul, amigo de ambos, estaba a punto de rodar una película basada en la novela Ateşten Gömlek (La hija de Esmirna) de Halide Edib Adıvar (1884-1964).
La dramaturga, participante de la Guerra de Independencia de Turquía (1919-1923) y activista por los derechos de las mujeres, insistió en que el papel principal lo desempeñara una mujer musulmana turca. Bedia Muvahhit fue la elegida. Actuó junto a Neyyire Neyir.
Nada más acabar el rodaje de Ateşten Gömlek, estaba, como parte de una gira teatral, en Esmirna junto con su esposo. Mustafa Kemal Atatürk, que también se encontraba en la ciudad en ese momento, le pidió a este que Bedia Muvahhit actuara en la obra que iba a ver, porque también las mujeres musulmanas turcas tenían que subir al escenario.
Aprendió en un día su papel de "Saride" en la obra Ceza Kanunu (Derecho Penal), una adaptación de Ahmet Nuri Sekizinci de la obra francesa de 1907 Vingt jours à l'ombre de Pierre Veber y Maurice Hennequin. El 31 de julio de 1923, una semana después de la firma del Tratado de Lausana, Bedia Muvahhit debutó en el escenario ante Atartük, quien la felicitó al terminar la obra.
Tras una carrera actoral de más de cincuenta años, se retiró de la escena en 1975 de los escenarios del Teatro Municipal de Estambul. 
En reconocimiento a sus más de 50 años de servicio en el teatro, el sindicato de actores de teatro conocido como (TÎ-SAN) Tüm Tiyatro Sanatçıları Birliği decidió regalarle, a ella y a otros actores, en reconocimiento de su servicio y sus esfuerzos, una escultura de Gürdal Duyar. Un busto de Muvahhit realizado por Duyar también se encuentra en el Parque de los Artistas de Akatlar.
Bedia Muvahhit murió el 20 de enero de 1994 a los 98 años en el Hospital Universitario de Estambul, tras un accidente doméstico. Fue enterrada en el cementerio Asiyan de Estambul.

## Reconocimientos
- Premio Atatürk de Arte 1981.[2]
- 1987 Actriz Estatal de Turquía, por sus contribuciones a la cultura turca.[3]
- 1988 Festival Internacional de Cine de Estambul (Premio Golden Tulip).[2]

## Legado
Desde 1995, el Teatro Municipal de Estambul y la Unión de Mujeres Turcas conceden anualmente en su honor el «Premio de Teatro Bedia Muvahhit» a jóvenes actrices de teatro con talento por su debut. 
La Agencia de Correos y Telégrafos de Turquía emitió un sello con su retrato.

## Filmografía
- Ateşten Gömlek (1923)
- İstanbul Sokaklarında (1931)
- Karım Beni Aldatırsa (1933)
- Beklenen Şarkı (1953)
- Paydos (1954)
- Yaşlı Gözler (1955)
- Son Beste (1955)
- Gülmeyen Yüzler (1955)
- Çapkınlar (1961)
- Gönül Ferman Dinlemez (1962)
- Bir Gecelik Gelin (1962)
- Belalı Torun (1962)
- Barut Fıçısı (1963)
- Genç Kızlar (1963)
- İstanbul Kaldırımları (1964)
- Kaynana Zırıltısı (1964)
- Manyaklar Köşkü (1964)
- Gençlik Rüzgarı (1964)
- Halk Çocuğu (1964)
- Anasının Kuzusu (1964)
- Gel Barışalım (1964)
- Sarı Kızla Kopuk Ahmet (1964)
- Hizmetçi Dediğin Böyle Olur (1964)
- Hep O Şarkı (1965)
- Sevinç Gözyaşları (1965)
- Bozuk Düzen (1966)
- Aşkın Gözyaşları (1966)
- Çalıkuşu (1966)
- Sokak Kızı (1966)
- O Kadın (1966)
- Sevgilim Artist Olunca (1966)
- Şoförün Kızı (1966)
- Evlat Uğruna (1967)
- Sen Benimsin (1967)
- Zehirli Hayat (1967)
- Dünyanın En Güzel Kadını (1968)
- Katip (1968)
- Ateşli Çingene (1969)
- Esmerin Tadı Sarışının Adı (1969)
- Lekeli Melek (1969)
- Son Mektup (1969)
- Tatlı Sevgilim (1969)
- Yumurcak (1970)